# São Martinho de Mouros
Sâo Martinho de Mouros és una freguesia portuguesa del municipi de Resende, amb 14,67 km² d'àrea i 1.495 habitants (en el cens del 2011). La densitat de població n'és de 101,9 hab/km².
Fou seu del municipi entre el 1121 i el 1855. El componien les freguesias Barrô, Fontoura i Paus. El 1801 tenia 5.503 habitants i al 1849 6.122.
La freguesia de S. Martinho de Mouros és de les més antigues de l'actual municipi i també de les més riques en història, en tradicions i en bellesa paisatgística. És quasi tota al marge dret del riu Bestança, camí del Douro, que la limita al nord.
Des del riu, fins a Fonte da Mesa, a Meadas, a 1.122 metres d'altitud, el territori és molt accidentat, ple de cingles.

## Població

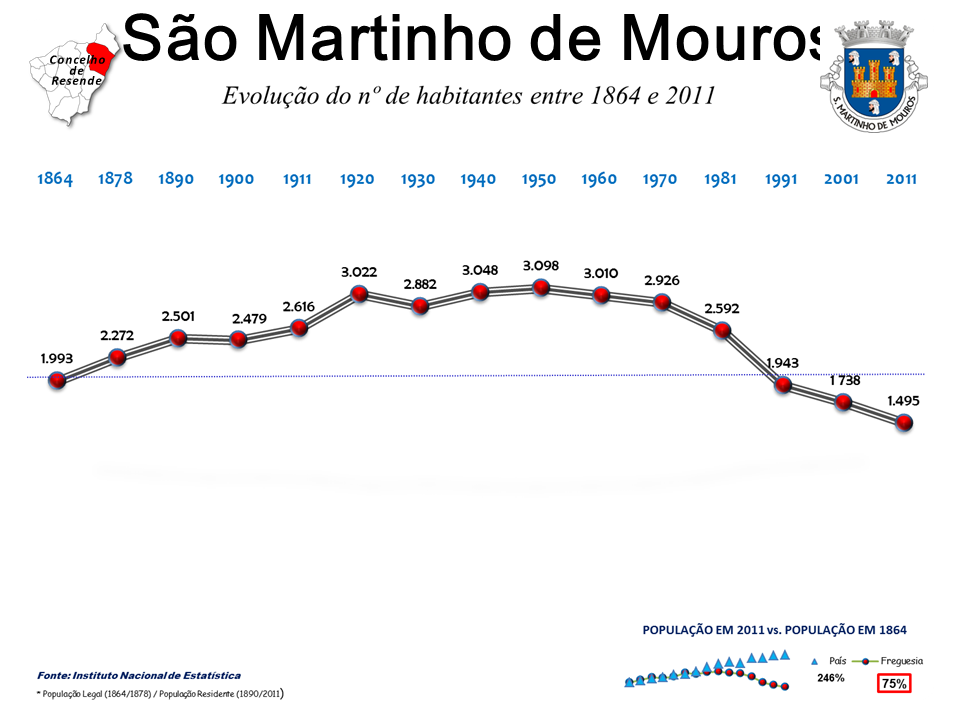
Evolució de la Població 1864 / 2011

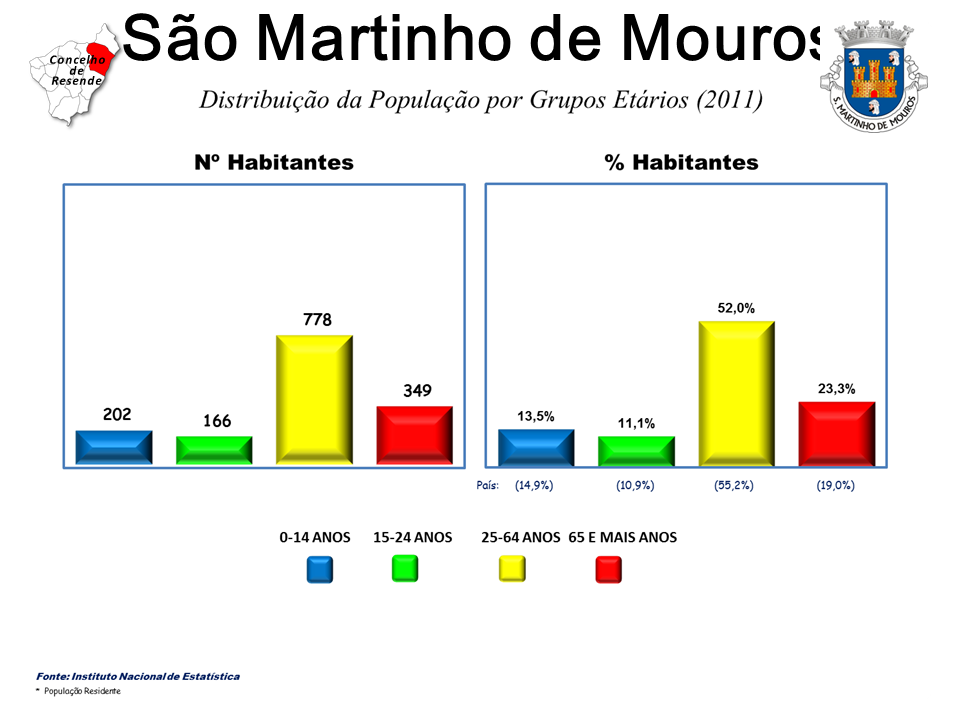
Evolució de la Població 1864 / 2011

| Població de la freguesia de São Martinho de Mouros | Població de la freguesia de São Martinho de Mouros | Població de la freguesia de São Martinho de Mouros | Població de la freguesia de São Martinho de Mouros | Població de la freguesia de São Martinho de Mouros | Població de la freguesia de São Martinho de Mouros | Població de la freguesia de São Martinho de Mouros | Població de la freguesia de São Martinho de Mouros | Població de la freguesia de São Martinho de Mouros | Població de la freguesia de São Martinho de Mouros | Població de la freguesia de São Martinho de Mouros | Població de la freguesia de São Martinho de Mouros | Població de la freguesia de São Martinho de Mouros | Població de la freguesia de São Martinho de Mouros | Població de la freguesia de São Martinho de Mouros |
| -------------------------------------------------- | -------------------------------------------------- | -------------------------------------------------- | -------------------------------------------------- | -------------------------------------------------- | -------------------------------------------------- | -------------------------------------------------- | -------------------------------------------------- | -------------------------------------------------- | -------------------------------------------------- | -------------------------------------------------- | -------------------------------------------------- | -------------------------------------------------- | -------------------------------------------------- | -------------------------------------------------- |
| 1864                                               | 1878                                               | 1890                                               | 1900                                               | 1911                                               | 1920                                               | 1930                                               | 1940                                               | 1950                                               | 1960                                               | 1970                                               | 1981                                               | 1991                                               | 2001                                               | 2011                                               |
| 1 993                                              | 2 272                                              | 2 501                                              | 2 479                                              | 2 616                                              | 3 022                                              | 2 882                                              | 3 048                                              | 3 098                                              | 3 010                                              | 2 926                                              | 2 592                                              | 1 943                                              | 1 738                                              | 1 495                                              |

## Patrimoni
- Església de Sâo Martinho de Mouros
- Casa de Soenga
- Creu de terme de Sâo Martinho de Mouros
- Jaciment Arqueològic de Mogueira o Sâo Martinho de Mouros
- Castell de Sâo Martinho de Mouros
- Capella de Senhor do Calvário

## Toponímia
La terra degué anomenar-se al principi Sâo Martinho, nom que li ve del patró de l'església i de la parròquia. El malnom "de Mouros" és molt posterior. S'hi afegí per la conquesta cristiana.
A principis del segle xi, les tropes cristianes conqueriren definitivament les terres dels marges del Douro, des de Foz fins a Aregos i Resende, al marge esquerre. Foren els Gascos del llinatge de Ribadouro i avantpassats d'Egas Moniz. Una part de la seua família descendia dels califes àrabs de Còrdova. Convertits al cristianisme, es van barrejar amb els nadius locals. D'ací deu provenir el terme, "de Mouros".
Sâo Martinho, no obstant això, pertanyent a l'àrea militar de defensa àrab de Lamego, no fou conquerit fins a mitjans del segle XII. És per això, possiblement, que rep el sobrenom de "de Mouros".